# Realm Engineering

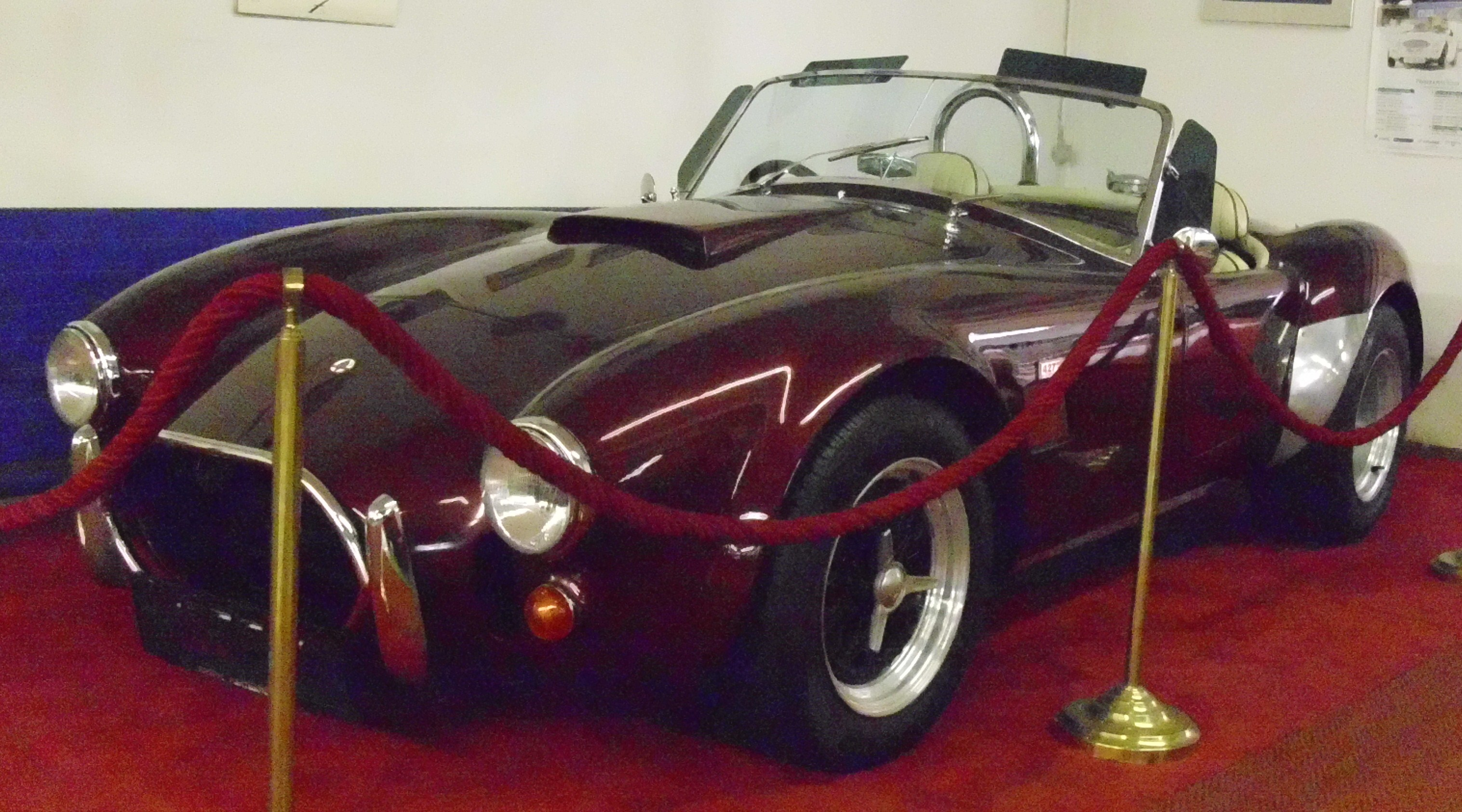
Ram SC

Realm Engineering, zuvor L. R. Roadsters und Ram Automotive, ist ein britischer Hersteller von Automobilen.

## Unternehmensgeschichte
Adrian Cocking gründete 1984 das Unternehmen L. R. Roadsters in Chingford und begann mit der Produktion von Automobilen, auch als Bausatz. Der Markenname lautete Ram. 1986 erfolgte der Umzug nach Newmarket. 1994 zog das Unternehmen, nun als Ram Automotive firmierend, nach Cardiff und im gleichen Jahr nach Witham. Seit 2000 lautet die Firma Realm Engineering und hat ihren Sitz in Honeybourne bei Evesham.

## Fahrzeuge
Das Unternehmen stellt Nachbildungen klassischer Automobile her.
Das erste Modell SC ist immer noch in Produktion. Es ähnelt dem AC Cobra. Als Fahrgestell dient ein Rohrrahmen, entworfen von Adrian Reynard. Die Karosserie bestand zunächst aus Fiberglas, seit 1991 alternativ aus Aluminium. Ein V8-Motor treibt die Fahrzeuge an. Bisher entstanden von diesem Modell etwa 1500 Fahrzeuge. 1993 ergänzte eine allradgetriebene Version das Sortiment. Der SEC war eine billigere Version mit vielen Teilen von Ford.

Cobra-Ram
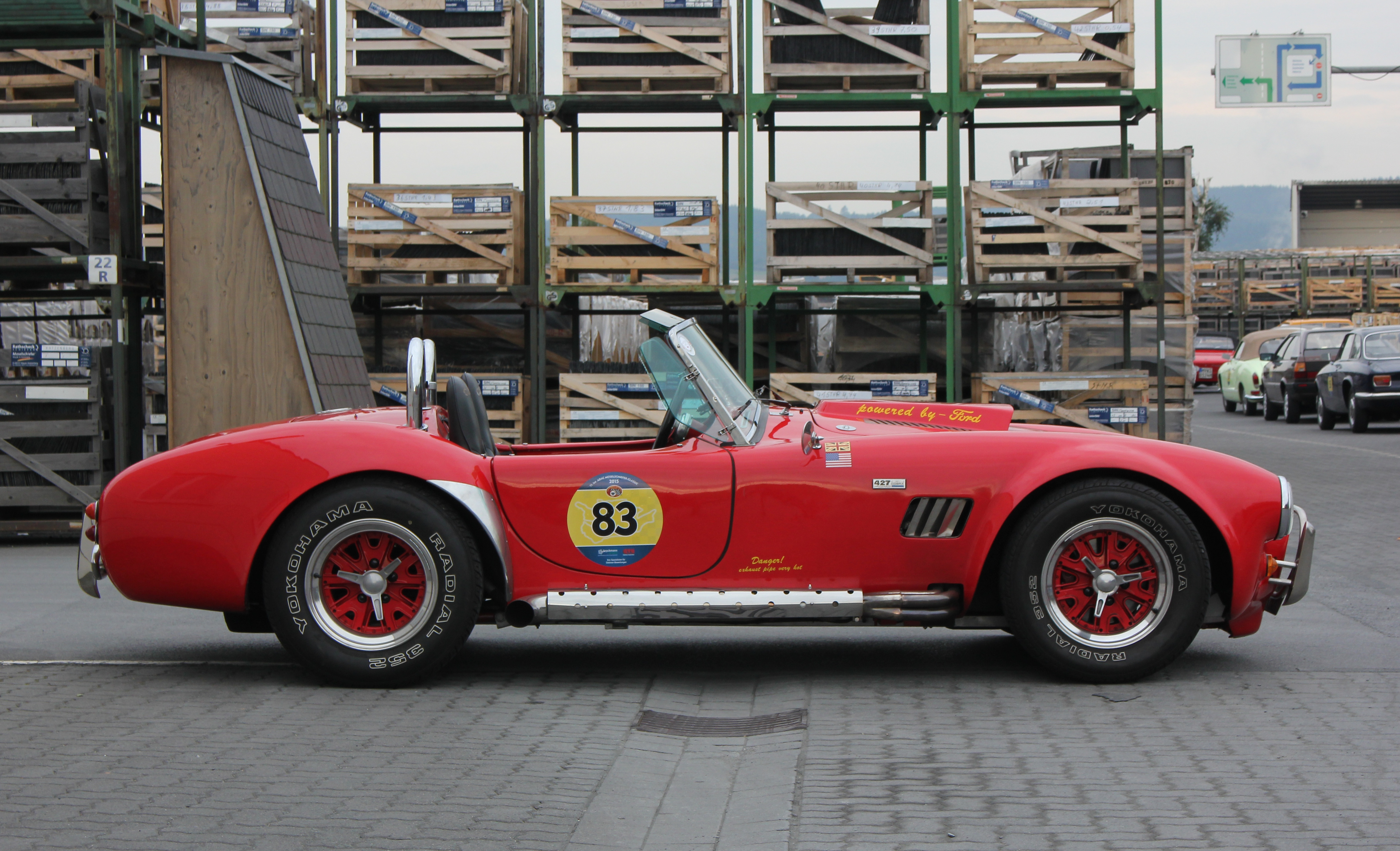
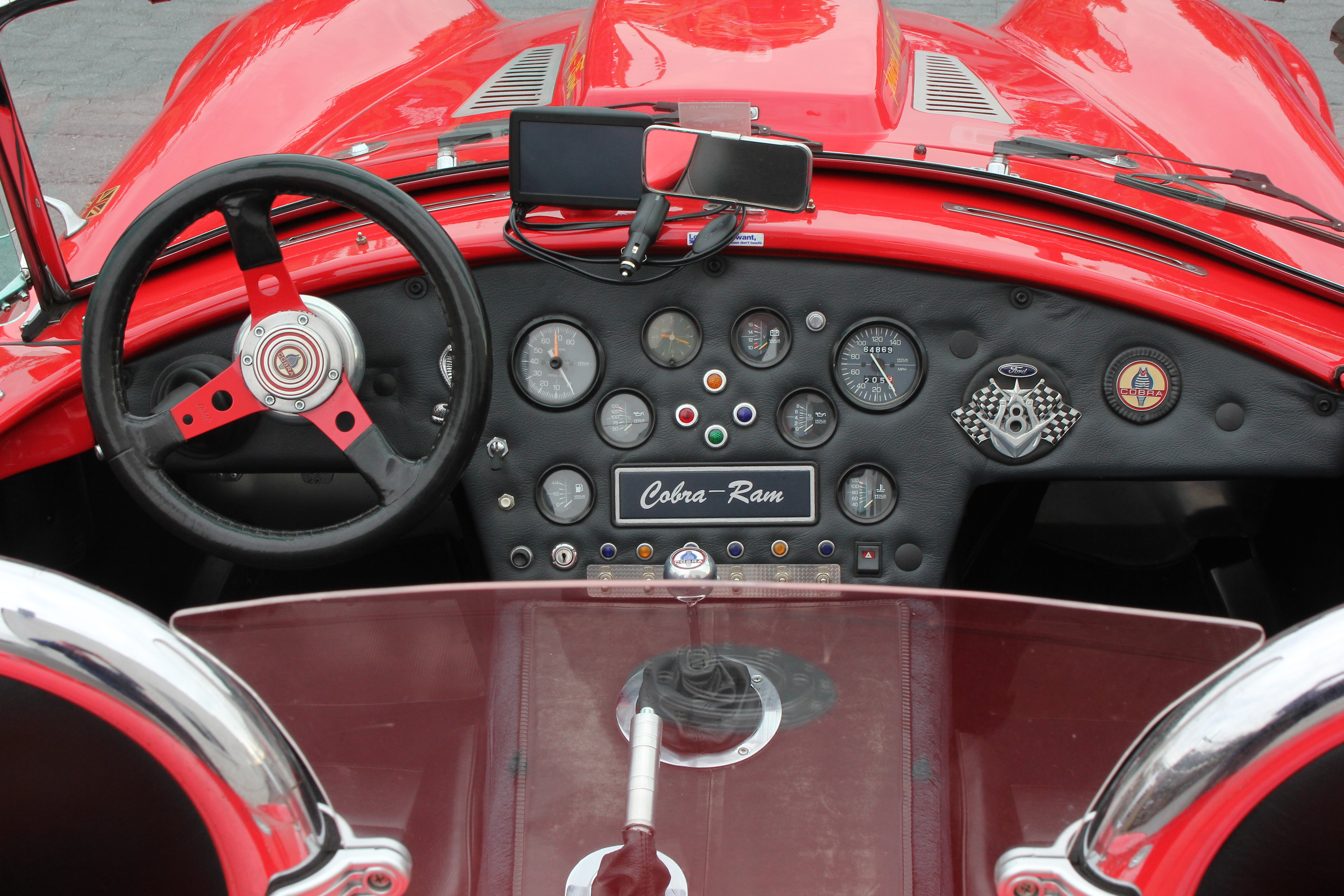
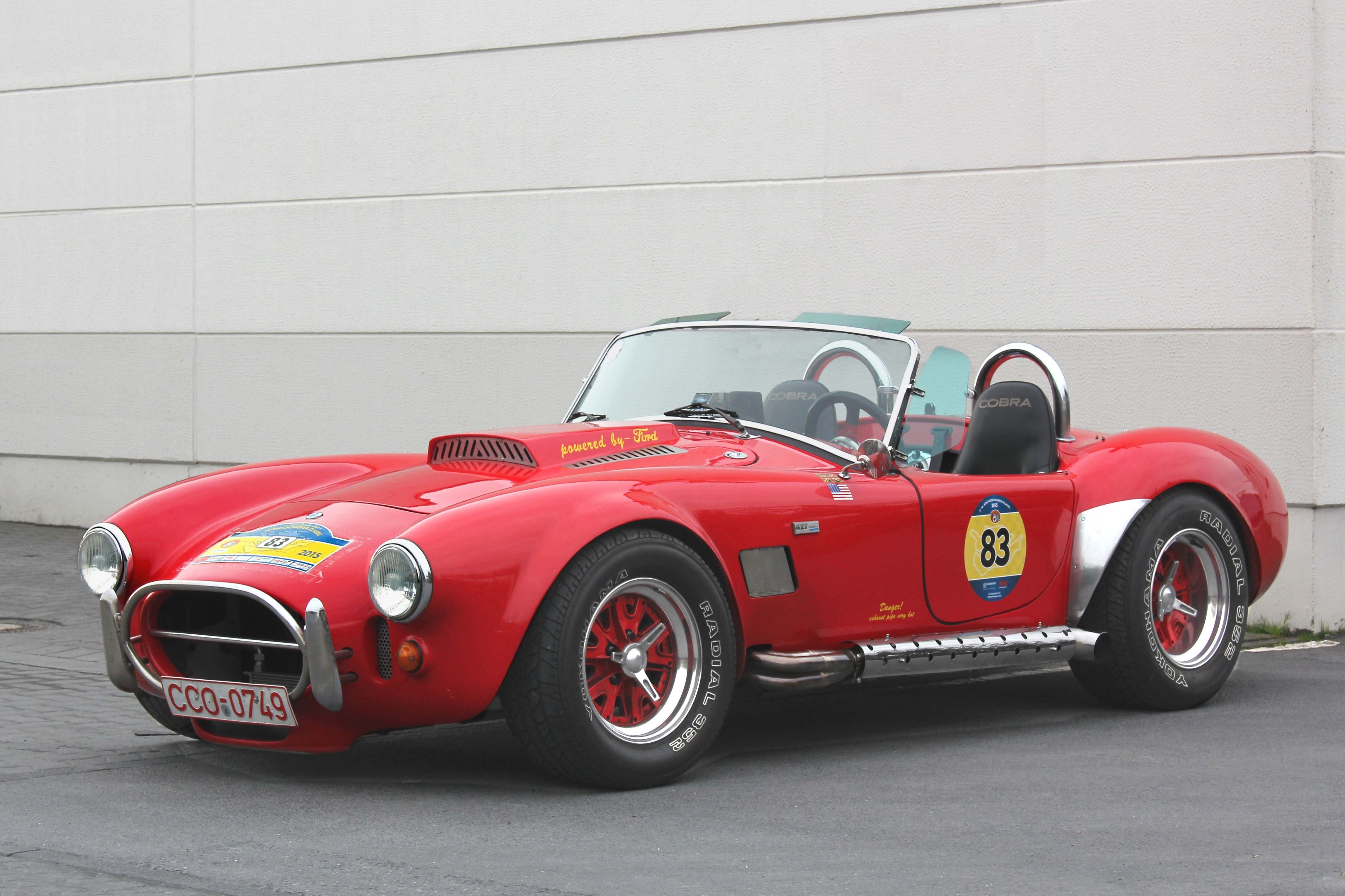

1985 erschien der LM, der ebenfalls noch in Produktion ist. Es ist ein Nachbau des Jaguar D-Type. In das vom SC bekannte Fahrgestell werden Sechszylinder-Reihenmotoren von Jaguar Cars eingebaut. Bisher entstanden etwa 200 Fahrzeuge.
Der SS ist seit 1988 in Produktion. Er hat den Jaguar XK-SS als Vorbild. 80 Exemplare dieses Modells wurden bisher hergestellt.

Jaguar
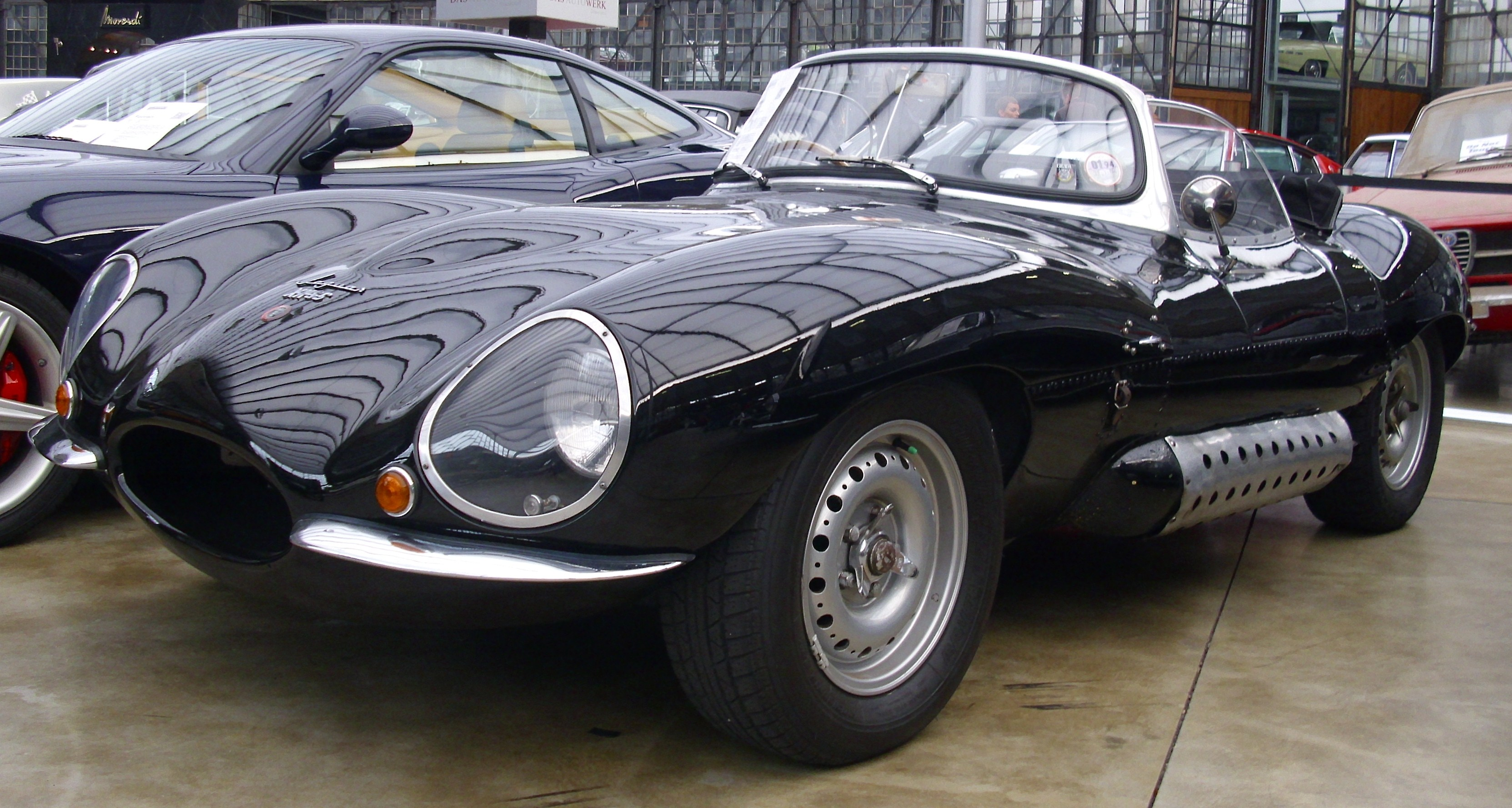
Ram SS
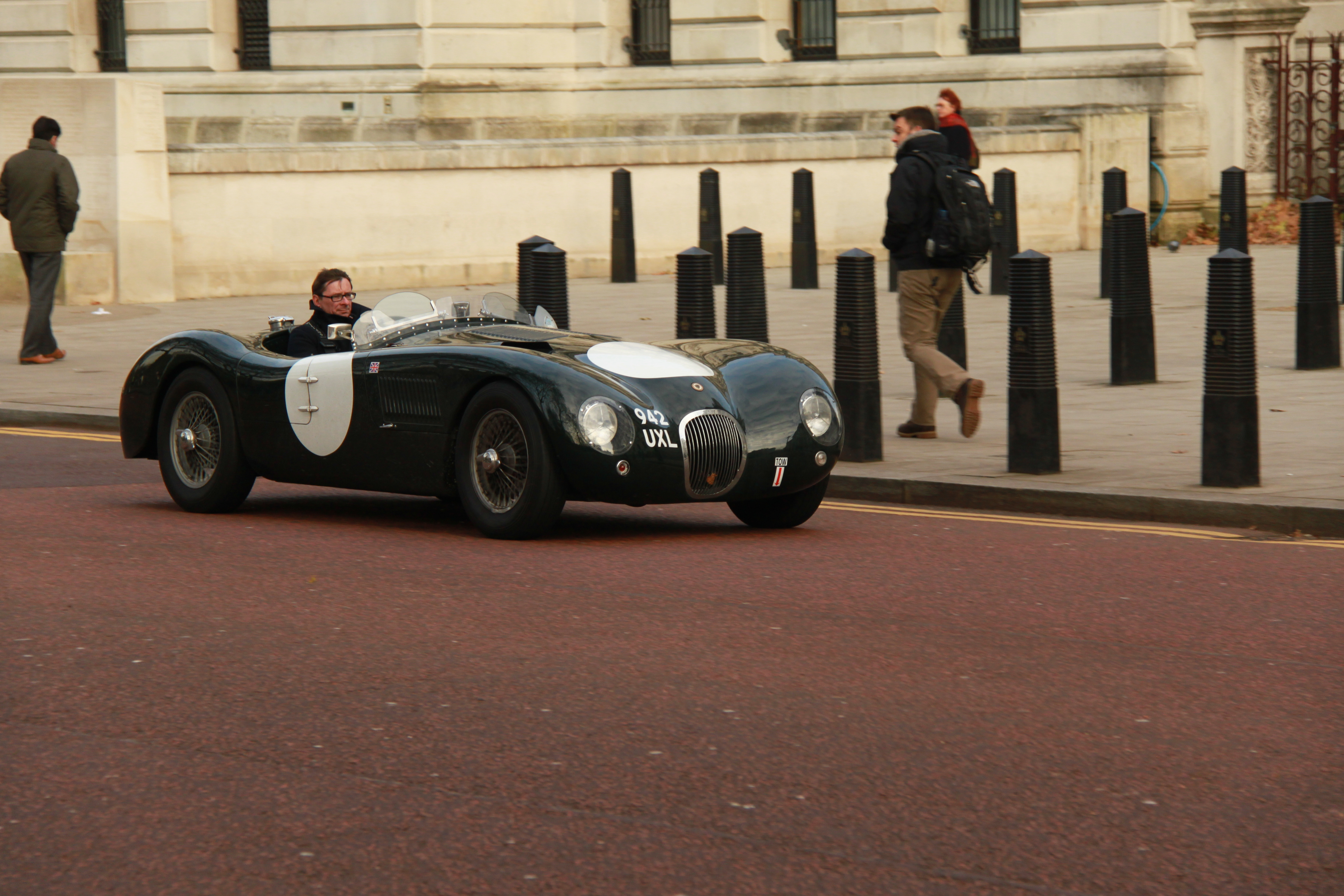
Ram C-Type

Der RT aus der Zeit von 1987 bis 1990 ähnelte dem Ferrari Daytona. Auf ein überarbeitetes Rohrrahmenfahrgestell wurde erneut eine Karosserie aus Fiberglas montiert. Ein V12-Motor von Jaguar sorgte für den Antrieb. Dieses Modell hatte mit etwa 30 Exemplaren wenig Erfolg auf dem Markt.
Der C-Type, eine Nachbildung des Jaguar C-Type, fand seit 2003 etwa 110 Käufer.